# Kingzobullshitbackinfulleffect92
Kingzobullshitbackinfulleffect92 é o quinto álbum da banda gaúcha DeFalla, lançado em 1992 pelo selo Cogumelo Records.
O álbum também aparece com o título contendo algumas palavras separadas: "Kingzobullshit Backinfulleffect 92".
Considerado o registro mais experimental da banda, "Kingzo" consegue explorar o crossover thrash do trabalho anterior We Give a Shit! (Kickin' Ass for Fun) e misturá-lo com baterias eletrônicas, samplers, percussão brasileira, pedais duplos (de bumbo), passagens em teclado. E passando pelo hip hop, reggae, hardcore punk, samba, funk e metal extremo.
Este disco foi um marco histórico, consolidou uma nova categoria de banda no Brasil: a banda “alternativa” ou “independente”, relevante e atuante no mercado normal. Antes as bandas independentes existiam perdidas por aí, eram ignoradas pelo mercado.
O álbum marca o ápice e declínio comercial da banda visto que, ao mesmo tempo em que leva a banda ao Hollywood Rock 93, para um público de aproximadamente 100 mil pessoas (abrindo para o Alice in Chains, L7, Nirvana, Red Hot Chilli Peppers), culmina na saída do vocalista Edu K para sua carreira solo.
O álbum contém a regravação de "Its fuckin Borin to death", música que fazia parte do segundo álbum da banda.

## Repercussão, crítica e recepção
No ano de lançamento desse álbum, a banda recebeu alguns prêmios pela revista Bizz, uma das mais importantes revistas de música da época, como de 'Melhor Grupo', 'Melhor Disco', 'Melhor Vocalista' e 'Melhor Letrista' (Edu K). Além da indicação na catergoria de 'Melhor Música Nacional' (onde ficaram em 3º lugar com o single "Caminha"). O álbum recebeu o prêmio de Melhor Capa (2º lugar).

O álbum Kingzobullshitbackinfulleffect92 influenciou o rock brasileiro dos anos 1990, como chegaram a afirmar Chico Science, da Nação Zumbi, e Marcelo D2, do Planet Hemp.
Foi considerado um dos discos que mudou a história do rock brasileiro.
John Ulhoa, guitarrista da banda Pato Fu, define a obra como fenomenal.

## Faixas
- Todas as canções foram compostas por Edu K, Castor Daudt, Flu e 4Nazzo (exceto quando notado).

1. "Buy Dis" – 0:41
2. "Intro (Kingzobullshit92)" – 1:07
3. "Satisfaction (Fully Satisfied Mix)" (Jagger/Richards) – 2:45
4. "Slaughthouse #3 (Bitches Home)" – 3:05
5. "Bitch" – 1:41
6. "Culo Fuck (In Full Effect)" – 3:12
7. "Friendz #1" – 2:31
8. "Glauco Tattoo (Guarda do Embau/SC)" – 0:13
9. "Mony Mine" – 1:44
10. "Caminha (Q Aqui É de Osasco)" (Gringo Jr.) – 2:16
11. "Special Shout Out" – 3:08
12. "Mind Revolution" – 2:57
13. "Insane" – 1:13
14. "Wrote My Name" – 2:07
15. "Barker Meets Hendrix" – 0:39
16. "Slow Ride" – 4:47
17. "Zipp Zepp" – 0:28
18. "It's Fuckin' Borin' to Death" (Edu, Castor, Flu, Biba) – 1:35
19. "Friendz #2" – 2:04
20. "The End" – 0:40
21. "No Problema!" – 0:15
22. "Freeze... Now Move" – 2:12
23. "Apoteozys" – 0:39
24. "Sossego" (Tim Maia) – 3:12

### Créditos
- Edu K - vocal e guitarra
- 4nazzo (Marcelo Fornazier) - guitarra[7]
- Flávio Santos - baixo
- Castor Daudt - bateria